# Oliphants Drift
Oliphants Drift – wieś w Botswanie w dystrykcie Kgatleng. Według spisu ludności z 2011 roku wieś liczyła 925 mieszkańców.